# نهر ويثلاكوشي

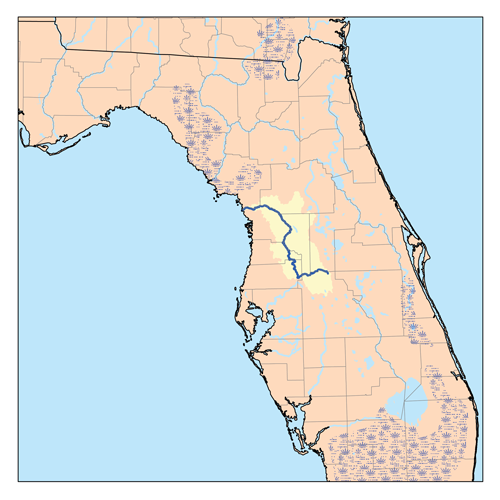
مجرى نهر ويثلاكوشي

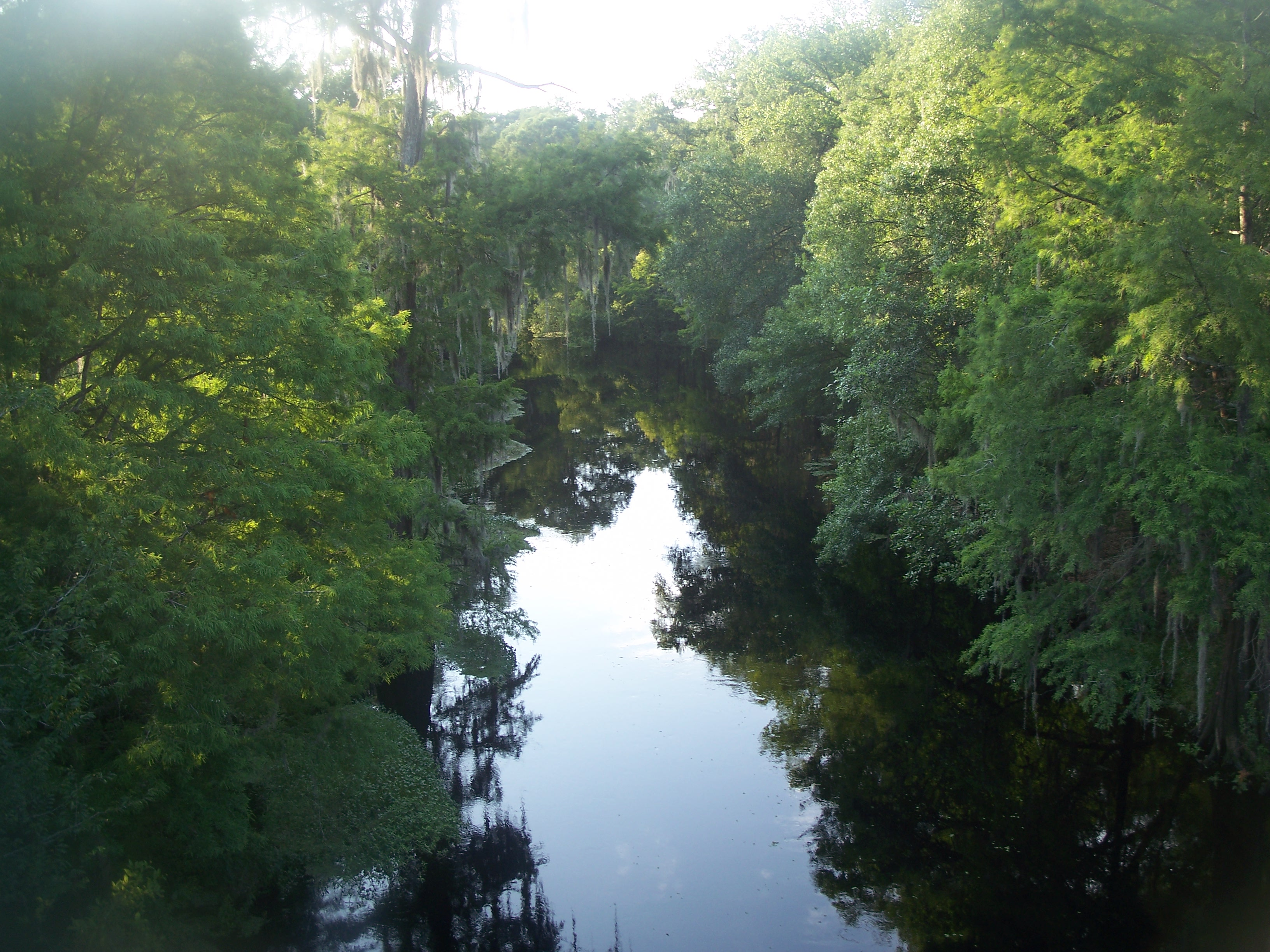
نهر ويثلاكوشي، باتجاه الشرق في مقاطعة هيرناندو، شمال حدود مقاطعة باسكو

نهر ويثلاكوشي أو نهر كروكيد (بالإنجليزية: Withlacoochee River)‏ هو نهر يقع في وسط فلوريدا بالولايات المتحدة. ينشأ في مستنقع غرين، شرق مدينة بولك، ويتدفق غربًا، ثم شمالًا، ثم بإتجاه الشمال الغربي ثم إلى الغرب أخيرًا مرة أخرى قبل أن يفرغ في خليج المكسيك بالقرب من يانكيتاون. يبلغ طول النهر 141 ميل (227 كـم) ولها حوض تصريف يبلغ حجمه 1,170 ميل مربع (3,000 كـم2). يُعتقد أنه سمي على اسم نهر ويثلاكوشي الذي يقع في الجزء الشمالي من الولاية، بالقرب من الحدود مع جورجيا.
على طول طريق نهر ويثلاكوشي بوسط فلوريدا، يوجد مسار ويثلاكوشي ستيت الذي يبلغ طوله 46 ميلاً (74 كم)، وهو أطول مسار سكة حديد مرصوف في فلوريدا. كما تقع محمية بحيرة السرو وهي حديقة تمتد على مساحة 324 فدانًا (1.31 كيلومتر مربع) وواجهة تبلغ حوالي 600 قدم (180 مترًا)؛ كما يوجد منتزه نوبلتون وايسايد وهو منتزه بمساحة 2 فدان (8100 متر مربع) في نوبلتون والذي يتضمن منحدرًا للقوارب ومأوى وملعبًا لكرة السلة وطاولات نزهة.
تدير مؤسسة منطقة جنوب غرب فلوريدا لإدارة المياه محمية طبيعية بمساحة 5,484 أكر (2,219 ها) ومنطقة ترفيهية بمساحة 3.7 ميل (6.0 كـم) على نهر ويثلاكوشي في مقاطعة الحمضيات. تم شراء العقار مقابل 13.5 دولار مليون في عام 2005 من مجلس جنوب فلوريدا، الذي استخدمه باعتباره محمية مكجريجور سميث.
يتدفق نهر ويثلاكوشي عبر مقاطعتي باسكو وهيرناندو، ثم يشكل جزءًا من الحدود بين مقاطعة هبرناندو ومقاطعة سومتر، وجميع حدود مقاطعة سيتروس ومقاطعات سومتر، وماريون وليفي (بما في ذلك بحيرة روسو). تعتبر مدينة ديد سيتي أكبر مدينة قريبة من النهر.

## أصل التسمية
يُعتقد أن كلمة " ويثلاكوشي" تنبع من إحدى لهجات اللغات المسكوكية، مما يشير إلى أن تطبيقها حديث نسبيًا. تتكون الكلمة من ثلاثة أجزاء هي "وي" (تعني الماء)، و"ثلاكو" (تعني كبير)، و"شي" (تعني القليل)، بجمعها نحصل على عبارة " القليل من الماء الكبير". تشير هذه المجموعة من الكلمات إلى نهر صغير في لغة مسكوكي، وبما أن "وي-لاكو" أو "ويثلاكو" قد تشير أيضًا إلى بحيرة، فقد تشير إلى نهر من البحيرات أو نهر بحيرة. يتدفق ويثلاكوشي فقط إلى الشرق من بحيرة تسالا أبوبكا، ونهر سانت جونز الذي يتدفق عبر سلسلة من البحيرات الكبيرة والصغيرة وكان يسمى "ويلاكا" من قبل قبائل سيمينول. هناك أصل بديل يقول على أن ويثلاكوشي هي كلمة أمريكية أصلية تعني "نهر ملتوي"، والتي تصف بدقة النهر أثناء رحلته التي تبلغ 70 ميلاً من مستنقع غرين في شمال مقاطعة بولك إلى خليج المكسيك في يانكيتاون.

## قائمة المعابر
| المعبر                        | الطريق                                                                    | صورة | موقع                               | إحداثيات |
| ----------------------------- | ------------------------------------------------------------------------- | ---- | ---------------------------------- | -------- |
| منابعه (مستنقع غرين)          |                                                                           |      |                                    |          |
| 160210                        | طريق ولاية فلوريدا 33                                                     |      | خط مقاطعة ليك بولك.                |          |
| 140018                        | طريق ولاية فلوريدا 471                                                    |      | خط مقاطعة سمتر-باسكو-بولك.         |          |
|                               | طريق النهر (جسر لانيير)                                                   |      | حديقة نهر ويثلاكوشي، شرق مدينة ديد |          |
|                               | جسر سكة آ سي إل الحديد المغلق (سكة أورونج بيلت الحديدية)                  |      | غابة مقاطعة ويثلاكوشي              |          |
| 140031                        | طريق ولاية فلوريدا 575                                                    |      | يانكيتاون                          |          |
|                               | سي إس إكس للنقل خط إس (قسم أوكالا)                                        |      | يانكيتاون                          |          |
| 080030                        | طريق الولايات المتحدة 301 في فلوريدا                                      |      | يانكيتاون                          |          |
| 140066                        | طريق الولايات المتحدة 98 في فلوريدا                                       |      | تريلبي                             |          |
|                               | طريق الولايات المتحدة 98 في فلوريدا طريق ولاية فلوريدا 50 كورتيز بوليفارد |      | ريدج مانور                         |          |
| التقاءه مع نهر ليتل يذلاكوتشي | التقاءه مع نهر ليتل يذلاكوتشي                                             |      | حديقة ريفر جانكشن الحكومية         |          |
| 080026 (NB)080025 (SB)        | الطريق السريع 75 في فلوريدا                                               |      | سليفر ليك                          |          |
| 184019                        | طريق المقاطعة 476 (مقاطعة هيرناندو وسمتر، فلوريدا)                        |      | نوبلتون                            |          |
| 184006                        | طريق المقاطعة 48 (فلوريدا)                                                |      | باي هيل                            |          |
| 020004 (EB)020003 (WB)        | طريق ولاية فلوريدا 44 طريق غولف أطلانتيك السريع                           |      | روتلاند                            |          |
| 020008                        | طريق ولاية فلوريدا 200                                                    |      | ستوك فيري                          |          |
|                               | جسر سان خوسيه بوليفارد المغلق                                             |      | دنيلون-سيتروس سبرينغز              |          |
|                               | جسر دنيلون تريل خط سكة سيابورد إير الحديدية المغلق                        |      | دنيلون-سيتروس سبرينغز              |          |
|                               | سي إس إكس للنقل سيتروس سبرينجز - جسر دنيلون                               |      | سيتروس سبرينغز-دنيلون              |          |
| جسر بريتان الكسندر 020026     | طريق الولايات المتحدة 41 في فلوريدا طريق رئيسي                            |      | سيتروس سبرينغز-دنيلون              |          |
| 020920 (NB)020005 (SB)        | طريق الولايات المتحدة 19 و98 في فلوريدا                                   |      | ريد ليفل-إنغليس                    |          |
| المصب (خليج المكسيك)          |                                                                           |      |                                    |          |

## وصلات خارجية
- مسار التجديف ويثلاكوشي الجنوبي ومسار التجديف ويثلاكوشي الشمالي من وزارة حماية البيئة بولاية فلوريدا